# Stadium
Stadium er en svensk detailhandelskæde, der sælger sportsartikler. Hovedkontoret og centrallageret ligger i Norrköping, hvor den første butik, der i begyndelsen hed Spiralen Sport, lå. Firmaet blev grundlagt i 1974 og har i 2008 ca. 115 butikker i Sverige, Danmark . Tyskland og Finland. Stadiumkoncernen driver også tre butikker i Stockholm, Göteborg og Åre under varemærket Red Devil.
I marts 2007 åbendes flagskibet Stadium XXL i industriområdet Sisjö i Göteborg. Det er med sine 4.000 km² Nordens største sportsvarehus.

## Stadium i Danmark
Pr. 26. januar 2016:
| Region             | Antal | By                                                          |
| ------------------ | ----- | ----------------------------------------------------------- |
| Region Hovedstaden | 4     | Glostrup, Rødovre, København (Field's, Fisketorvet), Lyngby |
| Region Sjælland    | 1     | Roskilde                                                    |
| Region Nordjylland | 2     | Aalborg (Shoppen)                                           |

## Ekstern henvisning
- Wikimedia Commons har flere filer relateret til Stadium
- Stadiums hjemmeside Arkiveret 10. februar 2010 hos  Wayback Machine